# Via Alta della Verzasca

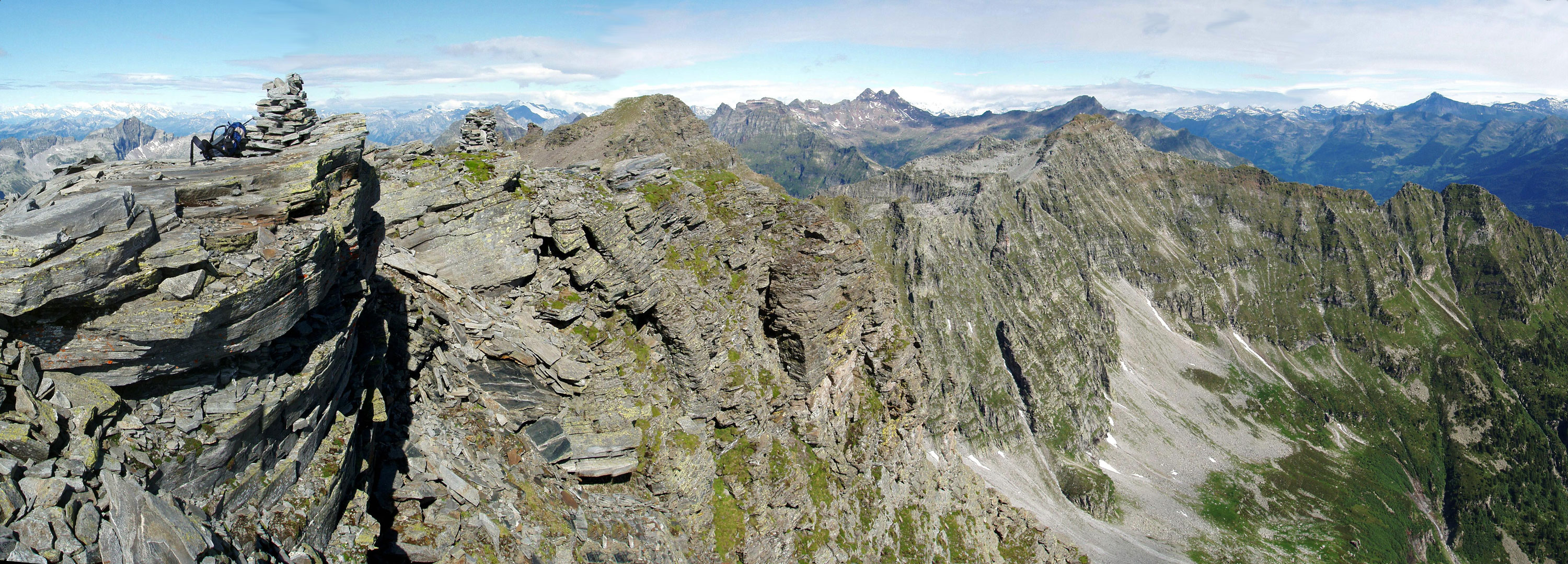
Auf der 3. Etappe der Via Alta della Verzasca: Blick vom Pizzo Cramosina zu Madom Gröss und Pizzo di Mezzodi

Die Via Alta della Verzasca oder Via Alta Verzaschese ist eine mehrtägige anspruchsvolle Bergwanderung entlang der Gipfel, die das Verzascatal von der Leventina und der Riviera trennen.

## Geschichte
Die Via Alta della Verzasca verbindet fünf alpine Schutzhütten in vier Tagesetappen miteinander. Die Società Escursionistica Verzaschese (SEV) hat ein zweisprachiges (italienisch/deutsch) Faltblatt mit einer Routenbeschreibung herausgegeben, das vor Ort in vielen Geschäften erworben werden kann.
Die Anforderungen an die Begeher sind hoch. Auf der sechsteiligen SAC-Wanderskala erreichen die erste und die dritte Etappe den höchsten Schwierigkeitsgrad T6.
Bei den fünf Schutzhütten handelt es sich um nicht bewirtschaftete Stützpunkte des SEV mit begrenzter Kapazität, die zur Haupttourenzeit im Juli und August oft überbelegt sind.
Die 2018 eröffnete Via Alta Idra verläuft mit den Etappen 7 bis 10 auf der Via Alta Verzasca.

## Tagesetappen der Via Alta della Verzasca im Überblick
Südlicher Ausgangspunkt der Via Alta ist die Capanna Borgna (1912 m), die von den Monti della Gana (hierhin ab Cugnasco auch per Pkw) in rund 2,5 Stunden erreichbar ist. Alternative Zugänge: Von Vogorno via Rienza (ca. 4 h) oder von Mornera (Seilbahn von Monte Carasso) via Capanna Albagno und Bocchetta della Cima dell'Uomo (ca. 4 h).
1. Von der Capanna Borgna zur Capanna Cornavosa
Die Route führt bei einer Gehzeit von etwa 8 bis 10 Stunden von der Capanna Borgna nordwärts über die Gipfel von El Ponción Piòta (2439 m), El Ponción di Leghítt (2445 m) und El Ponción dal Vènn (2477 m) zur am 7. August 2010 eingeweihten Capanna Cornavosa (1991 m).[3] Vor der Fertigstellung der Hütte musste in dem 1–2 Stunden weiter entfernten Rifugio Alpe Fümegna[4] (1810 m) genächtigt werden.
 Die Schwierigkeiten erreichen den höchsten Grad T6 der SAC-Wanderskala, als anspruchsvollster Abschnitt gilt der Abstieg über den Nordwestgrat des El Ponción Piòta.
2. Von der Capanna Cornavosa zur Capanna d’Efra
Über die Cima di Rierna (2461 m) und die Cima di Gagnone (2518 m) führt die zweite Tagesetappe zur Capanna d'Efra (2038 m). Die Gehzeit beträgt etwa 8 Stunden.
 Die Schwierigkeiten erreichen den Grad T5 der sechsteiligen SAC-Wanderskala.
3. Von der Capanna d'Efra zur Capanna Cògnora
Der hochalpine Übergang führt in rund 8–10 Stunden von der Efra-Hütte über den Verbindungsgrat der Gipfel von Pizzo Cramosina (2718 m), Madom Gröss (2746 m) und Pizzo di Mezzodì (2708 m) zur Alpe di Cògnora mit der gleichnamigen Hütte (1938 m).
 Die Schwierigkeiten liegen im höchsten Grad T6 der SAC-Wanderskala.
4. Von der Capanna Cógnora zur Capanna Barone
Die kürzeste Etappe der Via Alta della Verzasca führt ohne Gipfelberührung in rund vier Stunden zur Barone-Hütte (2172 m). Die Schwierigkeiten sind mit T4 zu bewerten.
Eine schwierigere Variante im Grad T6 führt eine Etage höher über den Pizzo dei Laghetto (2443 m) und den Pizzo della Bedéia (2666 m) in rund 6 Stunden zur Capanna Barone. Diese Variante (Via Nicola Balestra, benannt nach einem am Mont Blanc du Tacul verunglückten Tessiner Bergführer) ist mit blauen Punkten gut markiert und weist einige wenige Sicherungen auf.

Von der Barone-Hütte kann in rund 3 Stunden nach Sonogno im hinteren Verzascatal abgestiegen werden.

## Weitere Gipfel an der Via Alta della Verzasca
Beliebte Gipfel, die in Verbindung mit der Via Alta della Verzasca gern besucht werden, sind
- von der Capanna Borgna der Pizzo di Vogorno (2442 m) mit schöner Aussicht über nahezu den ganzen Lago Maggiore
- vom Rifugio Alpe Fümegna der Poncione Rosso (2505 m) auf weiss-blau markierter Route (im Gipfelbereich plattige Kletterei, bei Nässe sehr heikel)
- von der Capanna Barone der Pizzo Barone (2864 m)

## SEV-Hüttenliste
Verzweigt auf die GeoHack-Seite. Anhand der hinterlegten Koordinaten können diverse externe Kartendienste aufgerufen werden.

   Externer Link auf die Seite der Hütte beim SAC.

   Externer Link auf die Seite der Hütte beim FAT.
| Bild              | Lage Hüttenlinks | Name              | Eigentümer / Talort | Höhe m ü. M. |
| ----------------- | ---------------- | ----------------- | ------------------- | ------------ |
| Capanna Barone    | \|               | Capanna Barone    | SEV, Sonogno        | 2172         |
| Capanna Borgna    | \|               | Capanna Borgna    | SEV, Vogorno        | 1912         |
| Capanna Cògnora   | \|               | Capanna Cògnora   | SEV, Sonogno        | 1938         |
| Capanna Cornavosa | \|               | Capanna Cornavosa | SEV, Lavertezzo     | 1991         |
| Capanna d’Efra    | \|               | Capanna d’Efra    | SEV, Frasco         | 2039         |